# Вилинский, Дмитрий Александрович
Дмитрий Александрович Вилинский (1840, село Екатерининское, Орловская губерния (ныне Липецкой области) — после 1911) — русский прозаик, поэт, мемуарист. Младший брат писательницы Марко Вовчок (настоящие имя и фамилия — Мария Александровна Вилинская) и троюродный брат русского литературного критика Д. И. Писарева.

## Биография
Родился в семье армейского офицера, мать — урождённая Данилова — из орловских дворян. Рано лишившись родителей, брат и сестра воспитывались в имении двоюродной тетки — В. Д. Писаревой.
В 1855—1858 гг. жил и обучался г. Немирове. В 1885 году служил в Акцизном управлении Черниговской губернии. Коллежский асессор.
В 1907 году служил помощником акцизного надзирателя в Казани (?).

## Творчество
Писатель-охотник.
Автор охотничьих рассказов и стихотворений. В 1870-х годах сотрудничал с рядом охотничьих журналов России. Его рассказы публиковались в журналах: «Природа и охота», «Псовая и ружейная охота», «Русский охотник», «Охотничий вестник», «Семья охотников», «Охотничья газета», «Охота и коннозаводство» (1870—1872), «Охота» (1877), «Книжки недели» (1890), «Наша охота» (1909). В последнем печатались и его стихотворения.
Критики положительно отзывались о творчестве Д. Вилинского, отмечая, что его рассказы населены людьми, одержимыми сильными страстями, во многих рассказах охота — лишь предлог для развертывания мелодрам, разных коллизий. Охотникам-библиофилам он больше всего известен, как автор книги «Бытовые охотничьи рассказы» (СПб., 1892), в которой автор раскрыл многие тонкости охоты.

## Избранные произведения
- Старый доезжачий
- Перед облавой
- По поводу одного стихотворения Т. Г. Шевченко